# Terje Sørvik

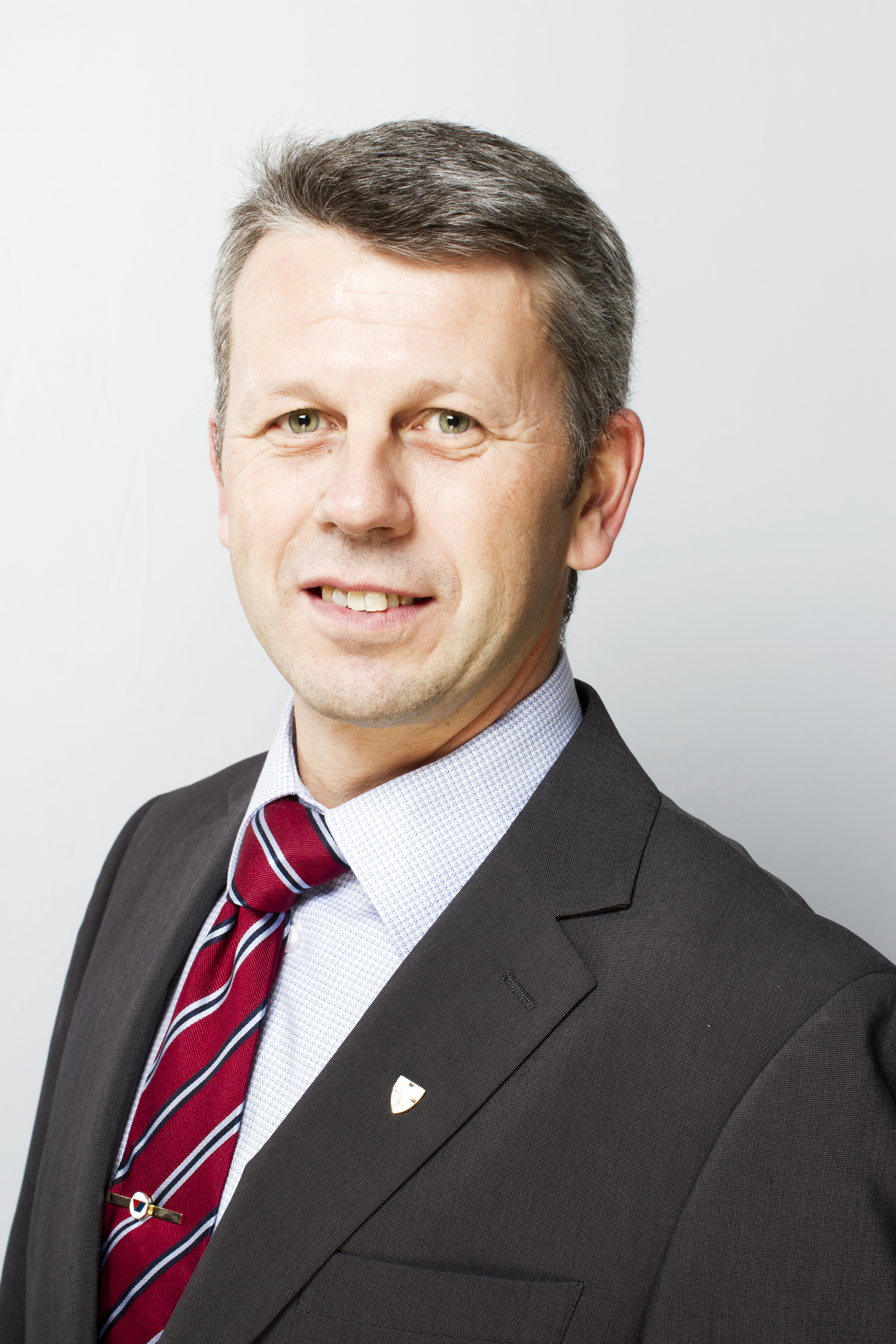
Terje Sørvik, 2011

Terje Sørvik (* 4. Juni 1967 in Vikna) ist ein norwegischer Politiker der sozialdemokratischen Arbeiderpartiet (Ap). Seit 2021 ist er Abgeordneter im Storting.

## Leben
Sørvik ist ausgebildeter Schweißer. Er war von 2007 bis 2011 und erneut von 2015 bis 2019 Mitglied im Kommunalparlament der damaligen Kommune Vikna. Anschließend wurde er Teil des Kommunalparlaments der neu gebildeten Kommune Nærøysund. In den Jahren 2007 bis 2018 saß er im Fylkesting des damaligen Fylkes Nord-Trøndelag. Dabei war Sørvik ab 2011 ein Fylkesråd. Ab 2019 gehörte er dem Fylkesting des neu geschaffenen Fylkes Trøndelag an.
Sørvik zog bei der Parlamentswahl 2021 erstmals in das norwegische Nationalparlament Storting ein. Dort vertritt er den Wahlkreis Nord-Trøndelag und wurde Mitglied des Kommunal- und Verwaltungsausschusses. Im August 2024 gab er bekannt, dass er bei der Stortingswahl 2025 nicht erneut kandidieren wolle.